# El Bouni
El Bouni è un comune dell'Algeria, situato nella provincia di Annaba.